# Francis Pérot
Pour les articles homonymes, voir Perot.
Francis Pérot, né à Moulins (Allier) le 1er août 1840, où il est mort le 18 octobre 1918, quitte l'école à douze ans pour devenir menuisier. Bien qu'autodidacte, il devient archéologue et historien spécialisé dans l'histoire du Bourbonnais. Ses intérêts sont très variés et portent aussi bien sur les découvertes archéologiques que sur la collecte des contes et légendes ou la généalogie. Il est membre de la Société préhistorique française.

## Biographie
Francis Pérot est le fils de Pierre Pérot, entrepreneur de menuiserie à Moulins, d'une famille originaire d'Aubigny (Allier), et de Marie Desclavières. De son mariage, le 15 novembre 1865, avec Clémentine Julie Désirée Euuphrasie Brunet, d'une famille de Boisseaux dans la Beauce, il a une nombreuse descendance.

## Œuvres

### Archéologie
- Les âges préhistoriques, Moulins, 1881.
- Silex taillés et scies de Saint-Julien-du-Sault, Société archéologique de Sens, 1881.
- Ateliers de bracelets en schiste de Moncombroux, Moulins, 1892.
- Cernunnos gaulois, divinité des eaux, Clermont-Ferrand, 1906.
- Les silex pyramidaux de Sèvres à Saint-Julien-du-Sault.
- Note sur une dent de mammouth provenant d'un foyer.
- Note de 1911 sur un hochet gaulois découvert au plateau de Corent (Puy-de-Dôme) par J. Grange en 1856 et d'un hochet en silex découvert dans l'habitat des Sèves à Saint-Julien-du-Sault.
- « Le dolmen de Glenne », L'Homme préhistorique, 1er décembre 1906.
- Paléoethnologie des vallées de la Loire, de la Bourbince et de l'Arroux.

### Histoire locale
- Contigny, son histoire depuis les temps anciens jusqu'à nos jours, Moulins, Crépin-Leblond, 1902, 130 p. ; réimpr. (suivi de « Étude critique, additions et corrections », par Ferdinand Claudon), Paris, Le Livre d'histoire, 2002 (coll. « Monographies des villes et villages de France »), 130 + 37 p.  (ISBN 978-2-7586-0043-5)
- Souvenirs de l'ancien collège de Moulins, les Jésuites 1606-1762, les Doctrinaires 1762-1789.
- Le Bourbonnais épiscopal, Vannes, 1908, 94 p.
- « Les phénomènes atmosphériques observés en Bourbonnais depuis les temps anciens », Revue scientifique du Bourbonnais.
- L'année de la grande peur et des brigands en Bourbonnais.

### Généalogie
- Recherches sur la filiation de Guillaume, Alain, et Jean Chartier (leur généalogie de 1290 à 1900), Vannes, Lafolye, 1900, 54 p. (en ligne sur gallica).
- Une vieille famille bourbonnaise : le livre de raison des Bodin de Verneuil, 1550-1749, leur généalogie, Vannes, Lafolye, 1909, 35 p. (en ligne sur gallica).

### Folklore
- Folk-lore bourbonnais : anciens usages, sorciers et rebouteurs, meneurs de loups, Paris, E. Leroux, 1908, 247 p. ; réimpr., Marseille, Laffitte, 1979.
- « Contributions au folk-lore bourbonnais : légendes, contes populaires, noëls et vieilles chansons, Moulins, 1912, 139 p. (tiré de Les Cahiers du Centre, 4e série, avril-mai 1912).